# Anne Cibis
Anne Cibis, född Möllinger den 27 september 1985 i Worms, är en friidrottare som tävlar i kortdistanslöpning.
Cibis deltog vid VM 2009 där hon tillsammans med Marion Wagner, Cathleen Tschirch och Verena Sailer ingick i det tyska stafettlaget på 4 x 100 meter som blev bronsmedaljörer efter Jamaica och Bahamas.

## Personliga rekord
- 100 meter - 11,34 från 2009